# Scouting for Girls
Scouting for Girls é um grupo pop inglês. O nome é uma brincadeira com o título de um manual de escotismo, "Scouting for Boys", publicado em 1908. O trio é integrado por três amigos de infância de Londres: Roy Stride nos teclados e guitarra solo/vocal, Greg Churchouse no baixo e Peter Ellard na percussão. A banda foi formada em 2005 e assinaram com primeira a gravadora em 2007. O álbum auto-intitulado de estréia alcançou o número 1 na parada de álbuns do Reino Unido em setembro de 2007 e ganhou disco de platina em termos de vendas totais. O segundo álbum "Everybody Wants To Be On TV"  foi lançado em abril de 2010 e chegou ao número dois nas paradas, tendo como hits principais as canções "This Ain't a Love Song" e "Famous".